# Tofiq Bahramov
Tofiq Bahramov (în azeră Tofiq Bəhramov; în rusă Тофик Бахрамов; n. 29 ianuarie 1925, Şuşa⁠(d), Dağlıq Qarabağ Muxtar Vilayəti, Republica Sovietică Socialistă Azerbaidjană – d. 26 martie 1993, Bakı, Azerbaidjan), cunoscut în Anglia sub porecla „tușierul rus”, a fost un fotbalist și arbitru de fotbal din Azerbaidjan.
Este cunoscut drept tușierul care a ajutat la validarea unui gol controversat pentru Anglia în meciul din Finala Campionatului Mondial din 1966 împotriva Germaniei de Vest. Din postura de arbitru principal, el a anulat eronat o reușită a Elveției în meciul cu Spania din grupele aceleași competiții.
După moartea sa în 1993, stadionul național din Azerbaidjan a fost redenumit Tofiq Bahramov în onoarea sa.

## Cariera
Bahramov și-a început cariera în fotbal ca jucător al echipei Spartak, după care s-a transferat la Neftci Baku în 1943, dar o accidentare gravă la picior l-a împiedicat să-și continue cariera de fotbalist și s-a reprofilat, devenind arbitru. El a fost ales pe lista FIFA în 1964. La Campionatul Mondial din 1966 a fost arbitru de tușă în meciul de deschidere și în finală, fiind arbitru principal în a doua rundă de meciuri din Grupa B. La Campionatul Mondial din 1970 a oficiat la trei meciuri, printre care și semifinala competiției. În 1972, el a arbitrat prima manșă a finalei Cupei UEFA disputată între cluburile engleze Wolverhampton Wanderers și Tottenham Hotspur. După ce s-a retras din activitatea de arbitru în 1975, a lucrat ca secretar general al Federației de Fotbal din Azerbaidjan.

### „Golul de pe Wembley”
În Finala Campionatului Mondial din 1966, la scorul la 2–2 și după 11 minute de la începerea reprizelor de prelungiri, englezul Geoff Hurst a tras un șut puternic pe poartă. Mingea a lovit transversala și a căzut pe linia porții germane, fiind respinsă cu capul în corner de Weber. Arbitrul Gottfried Dienst nu era convins dacă poate valida golul, astfel că s-a uitat înspre Bahramov, care i-a semnalizat faptul că ar fi fost un gol valabil. În cele din urmă, Dienst a validat reușita Angliei, care avea să câștige meciul cu 4-2.

În memoriile scrise de Bahramov, el specifică faptul că a crezut că mingea nu a ricoșat din bara transversală, ci din plasă, astfel că mișcările ulterioare ale mingii erau nesemnificative și invizibile pentru el. Bahramov iubea să arbitreze și iubea jocul de fotbal în general, descriind meciurile ca fiind,

dueluri...pline de răsturnări neprevăzute și de adevărate miracole. Și cine nu vrea să fie magician, chiar și pentru 90 de minute?
Un studiu din 1996 de Ian Reid și Andrew Zisserman (Universitatea din Oxford) au ajuns la concluzia că mingea a fost la cel puțin 6 cm departe de a se valida golul. Pe 4 ianuarie 2016, în cadrul unei dezbateri telivizate de Sky Sports s-a ajuns la concluzia că mingea ar fi trecut linia porții.
A fost căsătorit și a avut un fiu, Bahram, și o fiică Gulnara. Tofiq Bahramov a vizitat 52 de țări.

## In memoriam

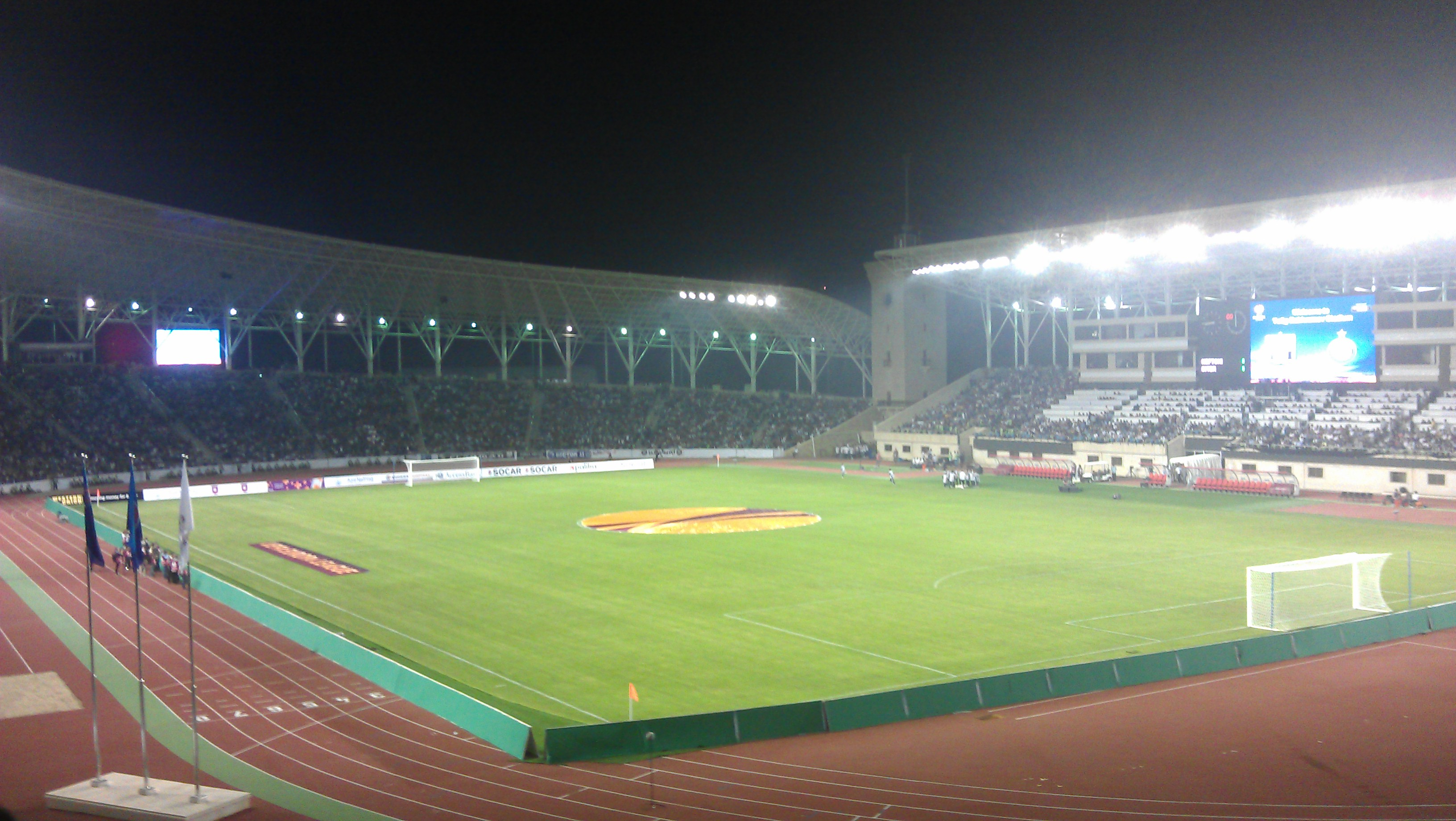
După moartea sa, în 1993, stadionul național din Azerbaidjan a fost redenumit Tofiq Bahramov.

Stadionul național din Baku a primit numele Tofiq Bahramov în onoarea sa. Acesta a fost redenumit în 1993, la scurt timp după obținerea independenței de către Azerbaijan și de la moartea lui Bahramov, purtând în trecut numele liderului sovietic Vladimir Lenin.
Când Anglia a fost extrasă în aceeași grupă ca și Azerbaidjanul în calificările pentru Campionatul Mondial din 2006, o ceremonie a avut în memoria lui, la care au participat Geoff Hurst, Michel Platini și Sepp Blatter. O statuie de-a sa a fost dezvelită la ceremonie și a devenit primul arbitru care a dat numele unui stadion. În cadrul aceleiași vizite, fiul lui Bahram Bahramov s-a întâlnit cu reprezentanți ai fanilor englezi și și-a exprimat recunoștința pentru faptul că celebrul „tușier rus” din 1966 și-a recăpătat adevărata naționalitate. „Acum, că Azerbaidjanul este independent, este corect ca el să fie amintit ca un membru al națiunii azere. Oameni ca Tofiq Bahramov se nasc doar o dată la o sută de ani.”

## Legături externe
- Baku memorial for 1966 linesman
- IWPR: Baku sărbătorește eroul de pe Wembley Arhivat în 14 iulie 2014, la Wayback Machine.